# مقاطعة آرغو
مقاطعة آرغو ((بالفارسية: ولسوالی ارگو)/(بالبشتوية: ارگو ولسوالۍ)‏) هي مقاطعة أفغانية في ولاية بدخشان. أُنشئت في عام 2005 من جزء من مقاطعة فيض آباد. يبلغ عدد سكان المقاطعة حوالي 45000 ساكن.
حدث في 2 مايو عام 2014، انهياراين طينيين [الإنجليزية] في المقاطعة على جانب أحد الجبال، مما أثر على قرى عاب بريك أو هارعو.